# حميد الطمار
حميد الطمار سياسي جزائري، شغل منصب وزير الصناعة و ترقية الاستثمارات بحكومة أويحيى الثامنة.